# Ambrus Nagy
Ambrus Nagy (Budapest, 20 agosto 1927 – L'Aia, 18 luglio 1991) è stato uno schermidore ungherese, vincitore di una medaglia d'argento nella scherma ai giochi olimpici.